# Martin Škrtel
Martin Škrtel, né le 15 décembre 1984 à Handlová (Tchécoslovaquie), est un footballeur international slovaque évoluant au poste de défenseur central jusqu'en 2022. Son surnom donné par les supporters de Liverpool était « The Terminator ».

## Biographie
Škrtel est né à Handlová, a grandi à Ráztočno et a commencé le foot à l'âge de six ans. Bien qu'étant un joueur de hockey sur glace compétent, il suivit la carrière de son père. Il est le plus jeune d'une famille de trois enfants avec un frère aîné et une sœur : Dušan Marcela.
Škrtel joua ailier gauche ou attaquant jusqu'à l'âge de 16 ans jusqu'à ce qu'il soit invité à jouer en tant que défenseur central dans l'équipe de la jeunesse slovaque. Il fut d'accord, même s'il n'avait jamais joué dans cette position auparavant.

### Trenčín
Škrtel commença sa carrière professionnelle au FK AS Trenčín. Il joua 45 matchs pour cette équipe de 2001 à 2004.

### Zénith Saint-Pétersbourg
Škrtel fit ses débuts pour le Zénith Saint-Pétersbourg en Coupe de Russie le 31 juillet 2004. La présence des joueurs slovaques et tchèques tels que Kamil Čontofalský, Pavel Mareš ou encore Radek Sirl l'ont aidé à s'adapter à sa nouvelle équipe. Il joua 113 matchs et marqua 5 buts pour son club. Valencia CF, Tottenham Hotspur, Everton FC, et Newcastle United ont tous été intéressé par ses talents, mais il stoppa son contrat en janvier 2008 pour aller à Liverpool lors du mercato hivernal,,,,.

### Liverpool

#### Saison 2007-2008
Škrtel rejoint Liverpool le 11 janvier 2008 et signe un contrat de quatre ans et demi pour le prix de 8 millions d'euros.
À l'issue du transfert, le manager de Liverpool, Rafael Benítez, dit de Škrtel :
« Il est agressif, rapide, est bon dans les airs et je pense que c'est un très bon joueur pour l'avenir et aussi pour le présent. C'est un grand compétiteur, mais sa mentalité pour moi est très bonne ».
Il fit ses débuts dans la ligue contre Aston Villa FC, portant le numéro 37 pour Liverpool FC. Benítez compara Škrtel au défenseur de Liverpool Jamie Carragher,.
En janvier 2008, Škrtel joua le 4e tour de la FA Cup contre Havant & Waterlooville, quand il donna nerveusement un corner qui permit à l'adversaire de mener 1-1, puis il fut impliqué dans un cafouillage dans la surface qui mena au deuxième but après l'égalisation de Liverpool 2-1. Finalement Liverpool gagna cette rencontre 5-2. Mais sa première grande réussite fut son match contre Chelsea, faisant d'excellentes interceptions et de très bons tacles. Il fut élu homme du match par les supporters de Liverpool.
Škrtel fut aussi élu homme du match par les supporters de Liverpool sur Liverpoolfc.TV, pour sa performance lors de la victoire de Liverpool 1-0 contre Everton à Anfield le 30 mars 2008. Ce fut sa première apparition dans le Merseyside derby.

#### Saison 2008-2009
Škrtel fit une excellente entame de saison et commença tous les matchs sur le terrain. Il fit un grand nombre de bonnes performances avec son partenaire défensif Jamie Carragher contre les meilleures équipes, notamment Manchester United, Everton et l'Olympique de Marseille. Cependant, le 5 octobre 2008, Martin souffrit d'une grave blessure au genou lors d'un challenge contre Manchester City. Liverpool gagna tout de même 3-2 après la confirmation que le défenseur central se soit déchiré les ligaments croisés du genou droit. Il dut passer 8 semaines sur le banc de touche.

#### Saison 2009-2010
Il marque pour la première fois avec Liverpool le 21 novembre 2009 contre Manchester City. Le 26 février 2010, il a été confirmé qu'il avait cassé le métatarse de son pied droit durant la victoire 3-1 contre Unirea Urziceni la veille.
Le 18 août 2010, Škrtel signe une extension de contrat de deux ans avec Liverpool, engageant son avenir avec Liverpool jusqu'en 2014.

#### Saison 2010-2011
Il joua tous les matchs de la saison 2010-2011 à l'exception d'un match des play-offs de la Ligue Europa contre Trabzonspor, le premier match de poule contre le Steaua Bucarest et la sortie surprise en League Cup au 3e tour en perdant contre Northampton Town 4-2 aux tirs au but après un match nul 2-2. Ŝkrtel a joué chaque minute de chaque match de Premier League avec Liverpool. Il marqua son second but pour Liverpool le 28 novembre, ouvrant la marque face à Tottenham à White Hart Lane sur un tir pied droit après avoir profité du rebond de sa propre tête. Mais il réalisa son premier but contre son camp en Premier League et ils perdirent 2-1. À son 26e anniversaire, il fut capitaine de Liverpool au match de Ligue Europa contre FC Utrecht. Le 2 avril 2011, il marqua une tête contre West Bromwich Albion, et joua les 90 minutes du match où ils perdirent 2-1 au The Hawthorns. Skrtel a fait une apparition à chacun des 38 matchs de la saison.

#### Saison 2011-2012
Le 27 août 2011, Škrtel marqua de la tête pour Liverpool contre Bolton Wanderers pour sa première apparition de la saison au poste de défenseur droit. Plus tard dans la saison, il écopa d'un carton rouge tout comme Charlie Adam lors du match contre Tottenham Hotspur où ces derniers l'emportèrent 4-0. Škrtel fut critiqué pour ces contre-performances contre Tottenham Hotspur et Manchester United, en dépit du fait qu'il ne jouait pas à son poste car les deux arrières droits Martin Kelly et Glen Johnson étaient blessés. Skrtel et Daniel Agger devinrent les premiers choix de défenseurs centraux devant Jamie Carragher. Il marqua son second but de la saison contre Aston Villa lors de la victoire de Liverpool 2-0. Son premier but de 2012 fut lors du 5e tour de la FA Cup contre Brighton & Hove Albion, ouvrant la marque 5 minutes avant le coup de sifflet final avec une tête frôlant le poteau après un corner. Škrtel marqua en finale de la Coupe de la ligue anglaise contre Cardiff City. Alors que le score était de 2-2 après les 90 minutes de jeu, Liverpool et Cardiff ne parvinrent pas à se départager durant le temps additionnel. Mais ils gagnèrent aux tirs au but 3-2 et Skrtel remporta son premier trophée depuis qu'il est à Liverpool. Son partenariat avec Daniel Agger rendirent l'équipe plus forte car ils semblent se comprendre mieux que les autres défenseurs. Leur partenariat emmena Liverpool au stade de meilleure défense de la ligue, puis ce titre fut pris par Manchester City. L'évolution de ses performances fit de lui l'un des joueurs les plus appréciés des fans de Liverpool qui lui trouvèrent le surnom 'The Terminator'. Le 10 avril 2012, Skrtel fut capitaine de l'équipe pour la première fois et mena Liverpool jusqu'à une victoire 3-2 contre Blackburn et fut fortement impliqué dans le premier but avec une fantastique passe longue pour Craig Bellamy, qui fit une passe décisive pour Maxi Rodríguez. Skrtel eut l'award du meilleur joueur de la saison à Liverpool en mai 2012.

#### Saison 2012-2013
Škrtel fit un mauvais début de saison en donnant un penalty lors de la défaite 3-0 contre West Bromwich Albion le 18 août 2012. Toutefois, il se racheta en marquant contre Manchester City. Mais il rata une passe pour son gardien de but Pepe Reina qui arriva dans les pieds de Carlos Tévez qui n'eut qu'à pousser la balle au fond des filets.
Il engagea un nouveau contrat à long terme avec Liverpool.

## Statistiques
| Saison                | Club                     | Championnat           | Championnat | Championnat | Coupe nationale | Coupe nationale | Coupe de la Ligue | Coupe de la Ligue | Compétition(s) continentale(s) | Compétition(s) continentale(s) | Compétition(s) continentale(s) | Total | Total |
| Saison                | Club                     | Division              | M.          | B.          | M.              | B.              | M.                | B.                | Comp.                          | M.                             | B.                             | M.    | B.    |
| 2001-2002             | Ozeta Dukla Trenčín      | SL                    | 0           | 0           | -               | -               | -                 | -                 | -                              | -                              | -                              | 0     | 0     |
| 2002-2003             | Laugaricio Trenčín       | SL                    | 11          | 0           | -               | -               | -                 | -                 | -                              | -                              | -                              | 11    | 0     |
| 2003-2004             | FK AS Trenčín            | SL                    | 34          | 0           | -               | -               | -                 | -                 | -                              | -                              | -                              | 34    | 0     |
| Sous-total            | Sous-total               | Sous-total            | 45          | 0           | -               | -               | -                 | -                 | -                              | -                              | -                              | 45    | 0     |
| 2004                  | Zénith Saint-Pétersbourg | D1                    | 7           | 0           | 2               | 0               | -                 | -                 | C3                             | 5                              | 0                              | 14    | 0     |
| 2005                  | Zénith Saint-Pétersbourg | D1                    | 18          | 1           | 6               | 0               | -                 | -                 | C3                             | 4                              | 0                              | 28    | 1     |
| 2006                  | Zénith Saint-Pétersbourg | D1                    | 26          | 1           | 6               | 2               | -                 | -                 | C3                             | 5                              | 0                              | 37    | 3     |
| 2007                  | Zénith Saint-Pétersbourg | D1                    | 23          | 1           | 6               | 0               | -                 | -                 | C3                             | 5                              | 0                              | 34    | 1     |
| Sous-total            | Sous-total               | Sous-total            | 74          | 3           | 20              | 2               | -                 | -                 | -                              | 19                             | 0                              | 113   | 5     |
| 2007-2008             | Liverpool FC             | PL                    | 14          | 0           | 1               | 0               | -                 | -                 | C1                             | 5                              | 0                              | 20    | 0     |
| 2008-2009             | Liverpool FC             | PL                    | 21          | 0           | 2               | 0               | -                 | -                 | C1                             | 7                              | 0                              | 30    | 0     |
| 2009-2010             | Liverpool FC             | PL                    | 19          | 1           | 2               | 0               | 2                 | 0                 | C1+C3                          | 4+2                            | 0+0                            | 29    | 1     |
| 2010-2011             | Liverpool FC             | PL                    | 38          | 2           | 1               | 0               | -                 | -                 | C3                             | 10                             | 0                              | 49    | 2     |
| 2011-2012             | Liverpool FC             | PL                    | 34          | 2           | 5               | 1               | 6                 | 1                 | -                              | -                              | -                              | 45    | 4     |
| 2012-2013             | Liverpool FC             | PL                    | 25          | 2           | 1               | 0               | -                 | -                 | C3                             | 7                              | 0                              | 33    | 2     |
| 2013-2014             | Liverpool FC             | PL                    | 36          | 7           | 2               | 0               | 1                 | 0                 | -                              | -                              | -                              | 39    | 7     |
| 2014-2015             | Liverpool FC             | PL                    | 33          | 1           | 5               | 0               | 3                 | 0                 | C1+C3                          | 5+2                            | 0+0                            | 48    | 1     |
| 2015-2016             | Liverpool FC             | PL                    | 22          | 1           | -               | -               | 3                 | 0                 | C3                             | 2                              | 0                              | 27    | 1     |
| Sous-total            | Sous-total               | Sous-total            | 242         | 16          | 19              | 1               | 15                | 1                 | -                              | 44                             | 0                              | 320   | 18    |
| 2016-2017             | Fenerbahçe SK            | SüperLig              | 31          | 2           | 7               | 1               | -                 | -                 | C1+C3                          | 2+9                            | 0+0                            | 49    | 3     |
| 2017-2018             | Fenerbahçe SK            | SüperLig              | 21          | 3           | 5               | 0               | -                 | -                 | C3                             | 4                              | 0                              | 30    | 3     |
| 2018-2019             | Fenerbahçe SK            | SüperLig              | 27          | 1           | 4               | 0               | -                 | -                 | C1+C3                          | 2+7                            | 0                              | 40    | 1     |
| Sous-total            | Sous-total               | Sous-total            | 79          | 6           | 16              | 1               | -                 | -                 | -                              | 24                             | 0                              | 119   | 7     |
| 2019                  | Atalanta Bergame         | Serie A               | 0           | 0           | -               | -               | -                 | -                 | C1                             | -                              | -                              | 0     | 0     |
| Sous-total            | Sous-total               | Sous-total            | 0           | 0           | -               | -               | -                 | -                 | -                              | -                              | -                              | 0     | 0     |
| 2019-2020             | Istanbul Basaksehir      | SüperLig              | 6           | 2           | -               | -               | -                 | -                 | C3                             | 2                              | 0                              | 8     | 2     |
| Sous-total            | Sous-total               | Sous-total            | 6           | 2           | -               | -               | -                 | -                 | -                              | 2                              | 0                              | 8     | 2     |
| Total sur la carrière | Total sur la carrière    | Total sur la carrière | 446         | 27          | 55              | 4               | 15                | 1                 | -                              | 89                             | 0                              | 605   | 32    |

## Palmarès
- Zénith Saint-Pétersbourg
  - Vainqueur du Championnat de Russie en  2007

- Liverpool FC
  - Vainqueur de la Coupe de la Ligue anglaise en 2012
  - Finaliste de la Coupe d'Angleterre en 2012 et en 2016
  - Finaliste de la Ligue Europa en 2016

### Distinctions personnelles
- Footballeur slovaque de l'année : 2007, 2008[19], 2011[20] et 2012.